# Torsa (Pocenia)
Torsa (Torse in friulano) è una frazione del comune di Pocenia, nella provincia di Udine in Friuli-Venezia Giulia. È il secondo paese del comune per numero di abitanti ed estensione superficiale.

## Geografia fisica
Torsa, come il resto del comune, sorge nella bassa pianura friulana nonché nell'area sud-occidentale della regione. Situata nell'estremo nord-ovest del territorio comunale e distante 4,73 km dal capoluogo, è bagnata dal fiume Torsa che nasce proprio nella zona settentrionale del paese e che percorre 6 km prima di sfociare nello Stella in località Rivalta. È attraversata dalle strade provinciali 43 ed 87.

## Storia
Torsa è nata in corrispettiva a Pocenia sempre a seguito di un insediamento di cacciatori e pescatori locali arrivati insieme a degli agricoltori che aravano la terra per la produzione di frutti da albero e ortaggi. Rilevante è l'investitura del mulino di Torsa a favore di Biagio che fu di Francesco Ongaro, risalente al 1488; tale investitura, infatti, confermerebbe l'autorità esercitata in questo territorio del Conte di Gorizia, rappresentato in loco dal capitano di Belgrado e del suo distretto, Stefano Hover. In seguito una parte della zona divenne proprietà dei Savorgnan, a cui si alternarono i conti di Sarmete; questi ultimi diedero un notevole impulso ai propri possedimenti potenziando l'attività agricolo-pastorale al punto di creare qualche azienda.

## Cultura
Durante il periodo di Ferragosto in via dello Sport, presso il campo sportivo, si svolge la Rockers Rule, un evento dedicato alla musica e allo stile di vita degli anni '50. Questa manifestazione è nata per promuovere il rock and roll e offrendo un palco a band note ed emergenti, sia nazionali sia estere.
“Rockers Rule” inizia, dunque, nell’area festeggiamenti di Torsa e si svolge come un vero Ton Up day inglese, cioè con l’esposizione di auto, il raduno di moto e naturalmente live e dj set. L'ingresso è gratuito.

## Sport
Nella frazione di Torsa è attiva la A.S.D. Amatori Calcio Torsa ed è affiliata alla CSEN. Tale squadra partecipa al campionato LCFC, ossia Lega Calcio Friuli Collinare, e milita nella 1ª categoria del girone B. I colori sociali sono il bianco e l'azzurro. La sede è in via dello Sport.

## Monumenti e luoghi d'interesse
Caratteristica la chiesa, dedicata a santa Maria Assunta, costruzione risalente alla seconda metà del XVII secolo. È posizionata proprio al centro della frazione di Torsa. Costruita in muratura mista, presenta una torre campanaria in pietra la cui facciata principale è ripartita da lesene e decorata con una statua di angelo ed epigrafe.
Dal punto di vista paesaggistico-faunistico nel paese si trova il Parco comunale dei fiumi Stella e Torsa che comprende un territorio di circa 334 ettari e visitabile, anche se solo parzialmente, tramite percorsi pedonali e ciclabili.

## Economia
A Torsa si pratica l'acquacoltura nella zona nord del paese. Molte sono le attività agricole le cui aziende sono anche a carattere familiare. Nel paese ci sono anche attività legate alla ristorazione.